# Ivan Grose
Pour les articles homonymes, voir Grose.
Ivan Grose (né le 8 octobre 1928) est un homme politique canadien de l'Ontario. Il est député fédéral libéral de la circonscription ontarienne d'Oshawa de 1993 à 2004,.

## Biographie
Né à Toronto en Ontario, Grose sert dans l'Aviation royale canadienne de 1947 à 1951. 
En 1957, alors âgé de 29 ans, il dévalise une banque à Hamilton. Armé d'une arme de poing, il prend en otage un client de 22 ans de la Banque canadienne impériale de commerce et quitte avec une somme de 6 000$ dans le un sac en papier. Plaidant coupable, il est condamné à 19 mois d'emprisonnement. Il tente par la suite de mettre son passé derrière lui en devenant homme d'affaires. Avant son entrée en politique, il ne demande pas de pardon.
Élu en 1993, Grose devient le premier député d'Oshawa depuis 47 ans. Réélu en 1997 et en 2000, il ne parvient pas à remporter la course à l'investiture dans la circonscription en vue des élections de 2004.
Grose est secrétaire parlementaire du ministre des Anciens combattants de janvier 2003 à décembre 2003. 